# Eugeniusz Chudowolski
Eugeniusz Chudowolski ps. „Pawełek”, „Zemsta” (ur. 20 marca 1925 w Lublinie, zm. 24 października 1951 w Warszawie).

## Życiorys
Syn Tadeusza i Michaliny z Kowalskich. Eugeniusz Chudowolski ukończył w 1939 jedną klasę gimnazjum. W okresie okupacji niemieckiej wywieziony na roboty przymusowe do Prus Wschodnich, stąd trafił do obozu w Stutthofie. W maju 1945 wrócił w rodzinne strony. Poszukiwany (UB dwukrotnie usiłował go zatrzymać), ukrywał się w okolicach Bełżyc, pow. Lublin. W końcu lipca 1946 trafił do oddziału WiN Stanisława Łukasika „Rysia”. Nosił tu ps. „Pawełek”, znajdował się w plutonie Edmunda Tudruja „Mundka” do końca września 1946. Chory, ukrywał się na melinie, wyjechał do Lublina i tu 13 października 1946 został aresztowany przez UB. WSR w Lublinie 29 grudnia 1947 skazał go na 5 lat pozbawienia wolności. Dwa dni później wyszedł z więzienia, zwolniony na mocy amnestii. Wyjechał do Suchowoli, pow. Radzyń, następnie do Gryfic. W końcu wrócił do Lublina, ożenił się, do września 1949 pracował w Zamościu „przy karuzeli”. 28 sierpnia 1950 wstąpił do konspiracyjnej organizacji PAP, w której przyjął ps. „Zemsta”.
To on miał zaproponować organizację zamachu na prezydenta Bolesława Bieruta i marszałka Konstantego Rokossowskiego w czasie ogólnopolskich dożynek 10 września 1950 w Lublinie i przeprowadzić ją razem z Edwardem Dziewą. „Akcja K–B” (Kostek–Bolek, czyli Konstanty Rokossowski, Bolesław Bierut) nigdy nie wyszła poza sferę pomysłu. Inicjatorem zamachu miał być ks. Paweł Dziubiński. Chudowolski był odpowiedzialny za „techniczną stronę akcji”. Zamachowcy zamierzali strzelać do Bieruta i Rokossowskiego stojących na trybunie honorowej dożynek z okna domu przy pl. Bychawskim, odległego od trybuny o 800 m. Po oddaniu strzału ludzie z obstawy akcji powinni wszcząć strzelaninę, by odwrócić uwagę od okna zamachowców. Ci zaś mieli ukryć broń w mieszkaniu i wyjść na ulicę lub przeczekać w ubikacji. Jeden z karabinów zamachowcy planowali zdobyć od ormowca. Do 4 września nie znaleziono mieszkania, z którego miały paść strzały. Być może „Akcja K–B” była pomysłem lubelskiego WUBP.
4 września 1950 Chudowolski został zatrzymany w Lublinie, a zatem do nielegalnej organizacji należał zaledwie pięć dni. 14 maja 1951 WSR w Warszawie pod przewodnictwem płk. Edwarda Hollera skazał go w procesie R.Warszawa St.383/51 na podst. 86 §2 KKWP na karę śmierci. Prezydent Bierut nie skorzystał z prawa łaski. Stracony 24 października 1951 w więzieniu mokotowskim w Warszawie. 10 stycznia 1998 Wydział VIII Karny SW w Warszawie uznał ten wyrok za nieważny.
Jego szczątki odnaleziono w wyniku prac ekshumacyjnych prowadzonych przez Instytut Pamięci Narodowej w maju 2017 r. na terenie kwatery „Ł” Cmentarza Wojskowego na Powązkach.